# 五车增七
五车增七，即御夫座1（1 Aur， 1 Aurigae），是一个位于英仙座的分光双星系统，距离地球520光年。
它是一颗K-型巨星，视星等为4.88。
虽然五车增七的佛氏命名是御夫座1，但它实际是位于英仙座靠近御夫座的边界处。